# Adrienne van Hogendorp-s' Jacob
Adrienne Jacqueline-'s Jacob o Adriennevan de Hogendorp (Batavia, actual Yakarta, 28 de enero de 1857-Scheveningen, 19 de septiembre de 1920) fue una pintora de bodegones neerlandesa.
Jacob nació en Yakarta de padres neerlandeses. Se formó como pintora con Martinus Wilhelmus Liernur, Simon van den Berg y Margaretha Roosenboom. Fue miembro de Arti et Amicitiae en Ámsterdam y Pulchri Studio en La Haya. Exihibió sus obras en la Exposición Mundial Colombina de Chicago de 1893 y en la Exposición Universal de París de 1900.
Su pintura Flower Still Life, estuvo incluida en 1905 dentro del libro Women Painters of the World.

## Galería

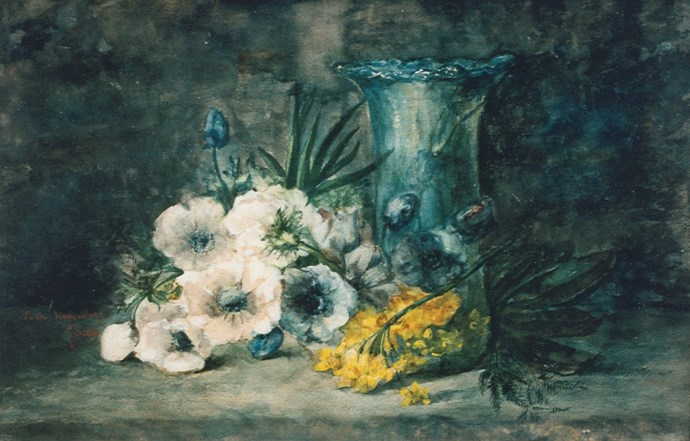
Bodegón floral
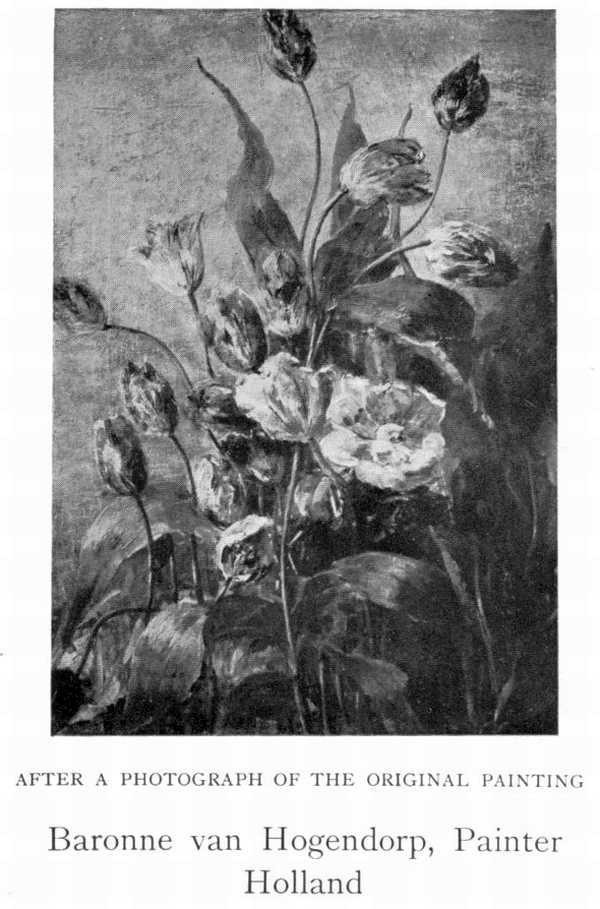
Bodegón floral
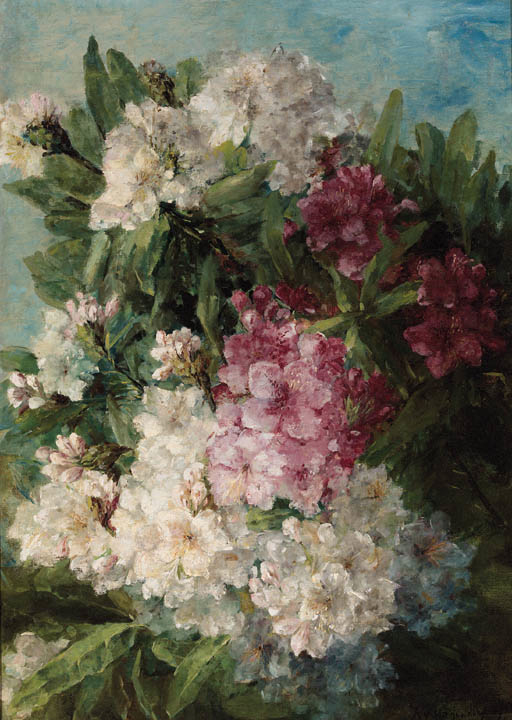
Rhododendros